# Tierra Blanca, Ometepec
Tierra Blanca är en ort i Mexiko.   Den ligger i kommunen Ometepec och delstaten Guerrero, i den sydöstra delen av landet, 300 km söder om huvudstaden Mexico City. Tierra Blanca ligger 286 meter över havet och antalet invånare är 880.
Terrängen runt Tierra Blanca är kuperad åt nordväst, men åt sydost är den platt. Runt Tierra Blanca är det glesbefolkat, med 11 invånare per kvadratkilometer. Närmaste större samhälle är Ometepec, 12,7 km nordväst om Tierra Blanca. Omgivningarna runt Tierra Blanca är en mosaik av jordbruksmark och naturlig växtlighet.